# CLIP (proteïna)

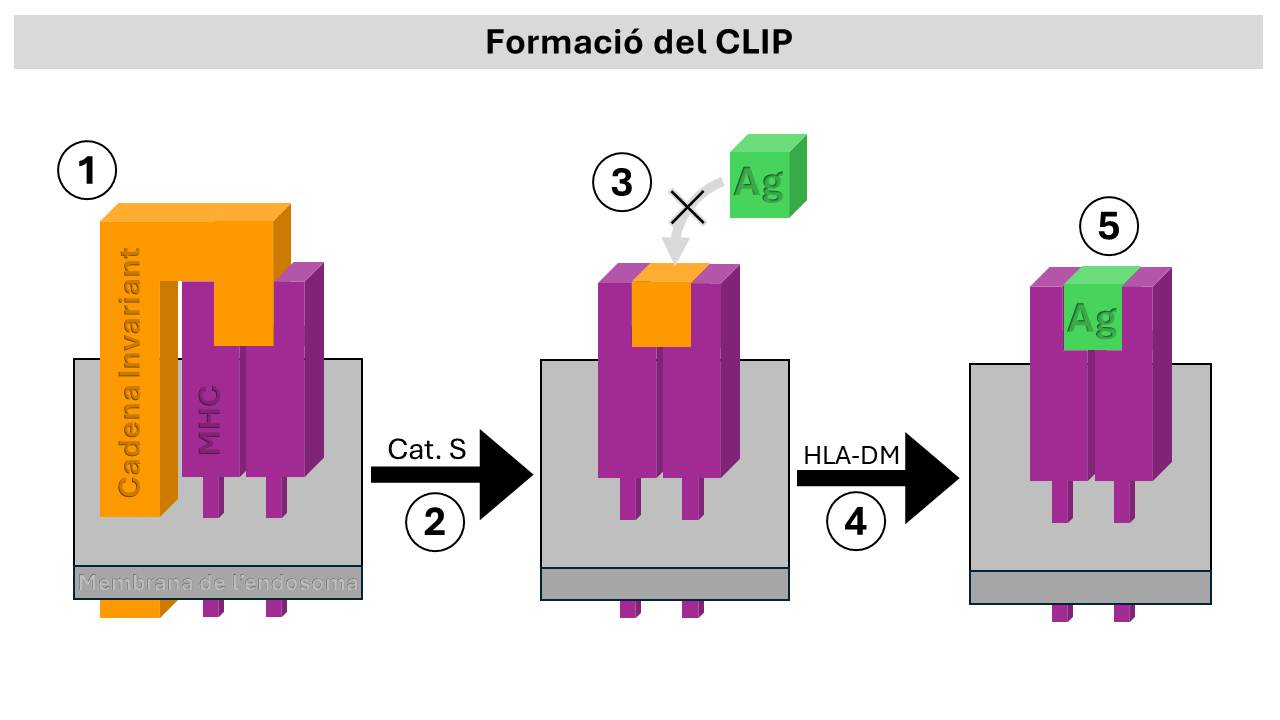
{1} La cadena invariant (Ii) s'uneix al MHC II. {2} La catepsina S talla la cadena invariant de manera que deixa només un fragment, CLIP, unit al solc del complex. {3} CLIP evita la unió prematura de l'antigen (Ag). {4} HLA-DM aparta CLIP i permet que l'Ag ocupe el solc de l'MHC {5}.

El CLIP o pèptid de la cadena invariant associat al MHC de classe II, és la part de la cadena invariant (Ii) que s'uneix al solc d'unió al pèptid del MHC II i roman allà fins que el receptor MHC està completament preparat. El propòsit del CLIP és previndre la degradació dels dímers MHC II abans que els pèptids antigènics s'hi unisquen, i també previndre l'autoimmunitat.
Durant el muntatge del MHC II al reticle endoplasmàtic, la cadena invariant s'uneix al MHC II. A dins d'un endosoma tardà o lisosoma precoç, la catepsina S escindeix la cadena invariant, deixant només un fragment d'aquesta unida al complex MHC II, aquest fragment és el CLIP. En presència de fragments de pèptids antigènics, l'HLA-DM s'uneix parcialment al solc d'unió al pèptid del MHC II, i aquest actua com a catalitzador que allibera el CLIP, cosa que permet que els pèptids s'unisquen al solc del MHC II. Els pèptids antigènics tenen una alta afinitat pel solc del MHC II i s'intercanvien fàcilment pel CLIP. Això passa a la majoria de cèl·lules que expressen MHC II; tanmateix, a les cèl·lules B, és l'HLA-DO qui funciona com a la proteïna accessòria. Tant HLA-DM com HLA-DO interactuen entre si per a actuar com a proteïnes xaperones que prevenen la desnaturalització del MHC II. Una volta el MHC II té l'antigen lligat al solc, el MHC II viatja des de l'interior de la cèl·lula presentadora d'antígens fins a la superfície de la seua membrana plasmàtica amb la finalitat de realitzar la seua funció, la presentació d'antígens.
El CLIP també pot afectar en la diferenciació de les cèl·lules T. Els complexos MHC II + CLIP són regulats positivament en les cèl·lules dendrítiques en maduració, les quals activen les cèl·lules T i les diferencien en cèl·lules T col·laboradores (T h) o T citotòxiques (T c). Les cèl·lules Th poden polaritzar-se en cèl·lules efectores Th1 o Th2 depenent de la presència de determinades citocines. L'alta expressió de CLIPs afavoreix l'alliberament de la citocina IL-4, la qual les polaritza cap a Th2.
El CLIP té un paper important en la prevenció de l'autoimmunitat. Com que el MHC és una molècula polimòrfica, si hi haguera una mutació que impedira la unió del CLIP al solc del MHC II, aquest solc es quedaria lliure perquè qualsevol pèptid s'hi unira. Això podria facilitar la unió de pèptids propis del nostre cos al MHC II, el qual en desplaçar-se a la membrana cel·lular estaria presentant pèptids propis, cosa que podria acabar amb la destrucció de cèl·lules sanes del nostre cos. Les malalties autoimmunes com l'artritis reumatoide, la dermatomiositis juvenil i la malaltia de Graves estan associades amb nivells baixos de proteïna CLIP.